# Historia de la exploración europea del Tíbet

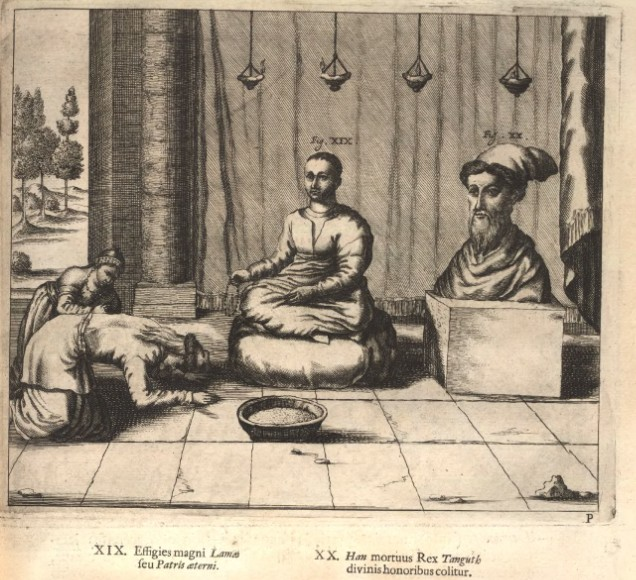
El «Gran Lama o Padre Eterno» (el dalái lama) con una estatua de Güshi Khan, un Khan mongol que colocó en el poder al quinto dalái lama, grabado de China illustrata, obra de Athanasius Kircher (Ámsterdam, 1667), a partir de un dibujo de Johann Grueber

La ubicación del Tíbet, en lo profundo de las montañas del Himalaya, hacía extraordinariamente difícil viajar al Tíbet en cualquier época, además de que tradicionalmente estaba prohibido a todos los extranjeros occidentales. La política tanto interna como externa del Tíbet, China, Bután, Assam y los reinos del norte de la India combinadas hicieron políticamente difícil la entrada al Tíbet para todos los europeos. La combinación de inaccesibilidad y sensibilidad política convirtió al Tíbet en un misterio y un desafío para los europeos hasta bien entrado el siglo XX.
En 2009, 5,6 millones de turistas visitaron la Región Autónoma del Tíbet y gastaron¥ 5,6 mil millones. Ambos registros supusieron aumentos del 150% con respecto a 2008.

## Contextos geográficos y políticos

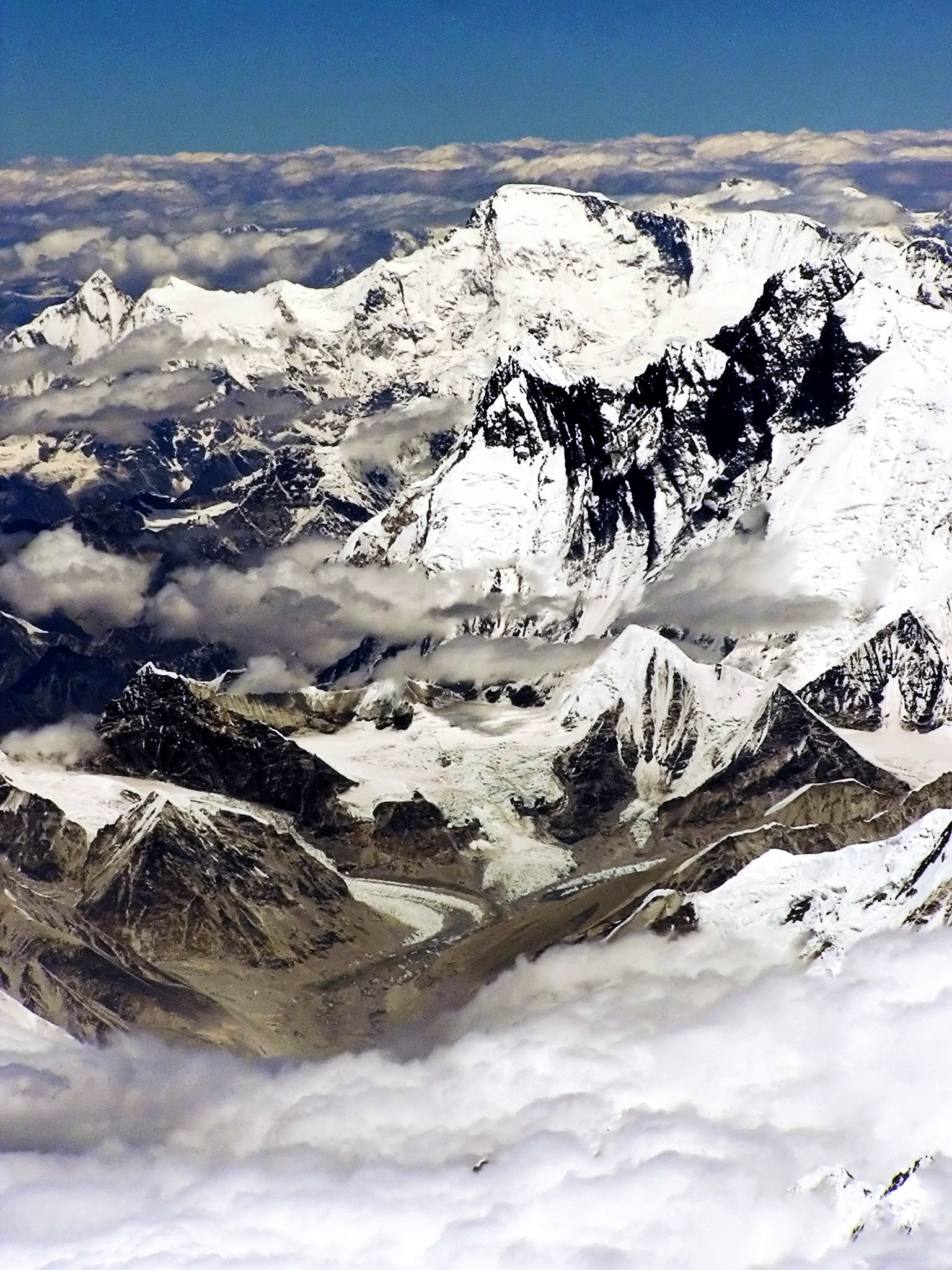
Himalaya, en el borde meridional de la meseta tibetana.

El Tíbet es una región cultural e histórica de Asia, con una superficie de 2,5 millones de km² ubicada principalmente en la República Popular China. Formada por las antiguas provincias tibetanas de Kham, Ü-Tsang y Amdo, hoy comprende esencialmente las subdivisiones administrativas autónomas tibetanas de la República Popular China, incluida la Región Autónoma del Tíbet, así como regiones externas como Ladakh, Mustang, Arunachal Pradesh, Bután, Sikkim…
En el siglo XIX, la geografía del Tíbet seguía siendo en gran parte desconocida, y sólo unos pocos viajeros cruzaban los pasos del Himalaya y descubrían el «techo del mundo».
El tibetólogo Charles Ramble precisa que el aislamiento del Tíbet se debe, por un lado, a los obstáculos del terreno y, por otro, a la xenofobia política.

### Dificultades de acceso geográfico

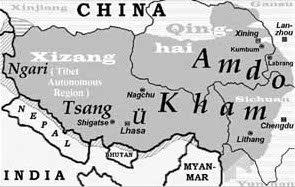
Tíbet formado por Kham, Amdo y U-Tsang

El Tíbet geográfico está formado principalmente por un altiplano, la meseta tibetana, rodeado por tres lados por los macizos más altos del mundo, el Himalaya al sur, el Karakoram al oeste y el macizo de las Kunlun al norte, lo que hace que el Tíbet sea de muy difícil acceso.
Es en el Tíbet donde nacen los grandes ríos de Asia y tienen allí su curso superior: el Brahmaputra, el Salween, el Indo, el Mekong, el río Amarillo, el Yangtsé...

### Dificultades de acceso político
Es la época del Gran Juego que hace referencia a la rivalidad colonial entre Rusia y Gran Bretaña en Asia, una de las características estratégicas de las luchas de influencia entre el Imperio ruso y el Imperio británico, desde 1813 hasta la convención anglo-rusa de 1907. Este enfrentamiento también se lleva a cabo a través de exploradores interpuestos.
En el relato de su estancia de siete años en el Tíbet (1944-1951), el austriaco Heinrich Harrer explica que, a diferencia de otros países, el Tíbet no tenía barreras, guardias ni inspectores de aduanas en sus fronteras. Para disuadir a los extranjeros de entrar, estaba estrictamente prohibido venderles cualquier cosa, so pena de graves sanciones. La población sólo podía mostrarles hostilidad. La misma observación la hace el británico Robert W. Ford, que fue operador de radio en la misión británica en Lhasa, luego trabajó en Sikkim y finalmente en Lhasa y Chamdo por cuenta del gobierno tibetano a finales de los años 1940: añade que era necesario disponer de un pase, el 'lamyik, expedido por las autoridades de Lhasa, para poder obtener suministros, alojamiento y transporte sin dificultad.

## Motivaciones y organización de expediciones
La atracción que ejercía el Tíbet sobre los exploradores respondía a diversas motivaciones que podían ser, según los casos, científicas, políticas o espirituales.
Charles Ramble indica que el siglo XIX y los principios del XX fueron la época dorada de la exploración. El ascenso de las potencias imperiales en Europa estuvo acompañado por un deseo de descubrir territorios inaccesibles o mal conocidos. Esta exploración del Tíbet fue en gran medida una conquista imperialista. Estos exploradores procedían de las principales potencias europeas, la mayoría de ellos aprovecharon sus viajes científicos para practicar el espionaje.
Algunos de ellos fueron pioneros en tibetología y posteriormente publicaron estudios académicos sobre la civilización tibetana.

## Historia

### Edad Media: siglos XII-XVI
Los primeros informes europeos sobre el Tíbet fueron de Benjamín de Tudela, quien abandonó Zaragoza, Corona de Aragón, en 1160 y viajó hasta Bagdad antes de regresar al reino de Navarra en 1173. Basándose en sus conversaciones con hombres eruditos, el rabino Benjamín describió el Tíbet como la tierra del almizcle y como un viaje que llevaba cuatro días desde Samarcanda.
Los primeros viajes a Asia Central se produjeron a mediados del siglo XIII. En 1241, tras la muerte de su khan Ogodei, los mongoles se retiraron de Europa. El rey San Luis y el papa enviaron entonces emisarios al Gran Khan de Mongolia para conocer sus intenciones. El monje franciscano Giovanni da Pian del Carpine se alojó en la corte mongol de Guyuk Kan (r. 1246-1248). Fue en el relato de su misión cuando aparecieron las primeras informaciones sobre el Tíbet.
Menos de 100 años después, en 1253, Luis IX envió un emisario al cuarto gran kan Möngke en Karakórum. Fray Guillermo de Rubruck informó que el pueblo tibetano «era considerado una abominación entre todas las naciones» debido al ritual de beber del cráneos de sus parientes. Fray Guillermo fue también el primero en describir en detalle las vestimentas de un lama tibetano.
La primera afirmación europea documentada de haber visitado el Tíbet provino de Odorico de Pordenone, un franciscano que afirmó haber viajado por el Tíbet alrededor de 1325. El registro de Odorico fue posteriormente plagiado y popularizado por Juan de Mandeville.
En 1459, la ubicación general del Tíbet ya era claramente conocida, ya que «Thebet» aparece en el mapa de Fra Mauro muy cerca de su ubicación correcta.
Durante su viaje por Asia, entre 1274 y 1291, Marco Polo atravesó regiones fronterizas con el Tíbet. Habló de él como de una vasta extensión invadida por fieras pero muy escasamente poblada, habiendo sido devastada poco antes de su visita por los mongoles. En el Tíbet oriental, informa, la sal de un gran lago salado se utilizaba como moneda en forma de losas de sal grabadas con el sello del gran Khan.
Según sir Henry Yule, el monje franciscano Odorico de Pordenone parece haber visitado el Tíbet y quizás incluso Lhasa alrededor de 1328. Relató que cuando un hombre moría, los sacerdotes cortaban su cuerpo en pedazos, el hijo cocinaba la cabeza para comerla y convertía el cráneo en una copa. La tibetóloga Françoise Pommaret opina que, si bien Odorico de Pordenone ha sido considerado durante mucho tiempo el primer occidental en entrar en Lhasa, en realidad habría visitado Khotan en Asia Central y recogido de sus habitantes lo que escribió sobre el Tíbet.

### SigloXVII
Los primeros europeos documentados que llegaron al Tíbet fueron un par de misioneros jesuitas portugueses, António de Andrade (1580-1634) y Manuel Marques, en julio o agosto de 1624. El viaje de ocho meses de Andrade y Marques comenzó en Agra, donde se unieron a la comitiva del emperador Jahangir. y se dirigieron a Delhi bajo la protección del propio emperador. En Delhi, Andrade y Marques se disfrazaron de peregrinos hindúes y se unieron a una caravana con destino al santuario hindú de Badrinath. La caravana siguió el río Ganges hasta Srinagar y Garhwal, donde fueron descubiertos. El raj de Garhwal detuvo e interrogó a ambos hombres durante una semana antes de permitirles continuar. Andrade y Marques se reincorporaron a la caravana y llegaron a Badrinath, probablemente a principios de junio de 1624. En Badrinath, abandonaron la caravana y se dirigieron a Mana, la última ciudad antes del paso de Mana y la frontera del Tíbet. Andrade y Marques hicieron un intento fallido en el paso de Mana, que estaba bloqueado por una fuerte nevada, solo para darse cuenta de que los agentes del Raj de Garhwal los seguían. Marques permaneció en Mana para desviar la persecución y se reunió con Andrade y un grupo de tibetanos para un segundo asalto exitoso al paso de Mana en julio o agosto de 1624. Los dos fueron recibidos calurosamente por el rey y la reina de Guge, convirtiéndose en los primeros europeos documentados en entrar en el Tíbet. Permanecieron en el Tíbet sólo un mes y regresaron a Agra en noviembre de 1624 para organizar un viaje misionero para el año siguiente. En 1625, con el pleno apoyo del rey y de la reina de Guge, Andrade y Marques establecieron una misión permanente en Tsaparang. Allí vivieron varios jesuitas aunque la misión fue cerrada en 1641.
Siguiendo el consejo de Andrade, se envió una misión Tíbet meridional desde la India en 1627. Los misioneros portugueses João Cabral (1599-1669) y Estêvão Cacella (1585-1630) fueron bien recibidos en Shigatse por el rey de Ü-Tsang. Cabral y Cacella establecieron una misión en Shigatse en 1628.  y también proporcionaron la primera información que llegó a la civilización occidental sobre el mítico país de Shambhala (que transcribieron como «Xembala») en los informes que enviaron a la India. Ambas misiones fueron evacuadas en 1635 cuando las misiones se vieron envueltas en la rivalidad entre la «escuela del sombrero rojo» y la «escuela del sombrero amarillo». El jesuita español Nuño Coresma dirigió en 1635 la segunda expedición a Tsaparang, capital del reino de Guge, junto con otros seis jesuitas, entre ellos Manuel Marques. Pero abandonaron la misión ese mismo año y regresaron a la India. Pasarían veinticinco años antes de que los siguientes europeos documentados visitaran el Tíbet.
Luego llegaron otros dos misioneros jesuitas europeos, el austriaco Johann Grueber y el belga  Albert Dorville (D'Orville), quienes, provistos de un pasaporte imperial, hicieron un viaje científico desde Pekín a Agra en la India, permaneciendo durante algún tiempo en Lhasa en 1661. Hicieron estudios y levantamientos geográficos y observaciones sobre la organización política y religiosa del Tíbet, un mundo entonces desconocido para los europeos. Los escritos de estos misioneros fueron reproducidos a finales del siglo XVII por Athanasius Kircher en su China illustrata y a finales del siglo XVIII por J. F. Laharpe.

### SigloXVIII

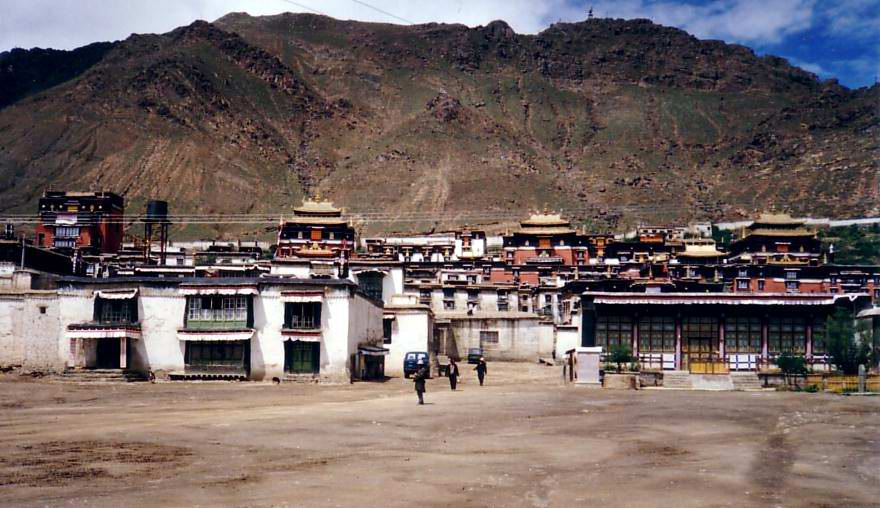
George Bogle fue recibido por el Panchen Lama en Tashilhunpo en Shigatse

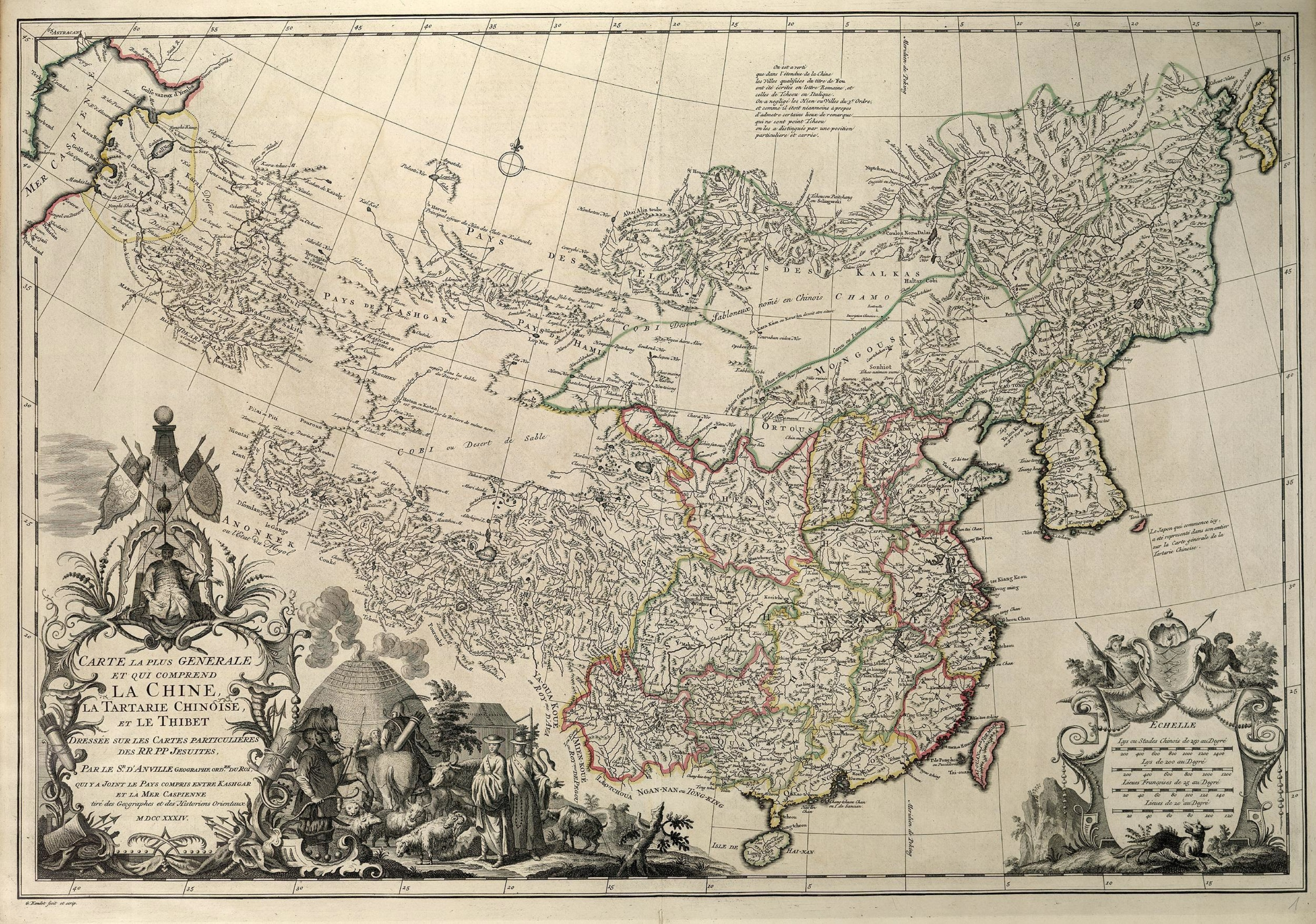
Mapa de China, la Tartaria china y el «Thibet» en 1734 por Jean-Baptiste Bourguignon d'Anville

El 12 de junio de 1707, el capuchino Francesco della Penna (1680-1745) llegó a Lhasa durante un primer viaje de reconocimiento, antes de regresar a Roma.
El 17 de marzo de 1716 los padres jesuitas Manoel Freyre e Ippolito Desideri (1684-1733) llegaron a Lhasa, donde Desideri permaneció durante cinco años. Desideri, italiano, fue el más importante de los misioneros tibetanos. Había salido de Roma en 1712 con la bendición del papa Clemente XI y abandonó el Tíbet en 1721 cuando la misión en Lhasa fue finalmente asignada en exclusiva a los capuchinos. Los diversos viajes de Desideri entre 1716 y 1721 le permitieron reconocer las fronteras tibetanas con Nepal, la actual Cachemira y Pakistán. A su regreso en Roma, escribió un informe que no se publicará hasta 1904. en el que describía el modo de gobierno y la intensa actividad comercial que reinaba en Lhasa.
En el mismo año 1716 también había regresado a Lhasa el hermano Francesco della Penna con la misión capuchina. Primera señal de relaciones interreligiosas que reaparecerán en el siglo XX, el papa Benedicto XIV escribió una carta para Kelzang Gyatso, el VII dalái lama, que le entregó al padre Orazio Della Penna. Los capuchinos construyeron un hospicio, una capilla y convirtieron a algunas personas. Según Elio Marini, a pesar de las disensiones entre las dos órdenes, Desideri y Della Penna comenzaron a estudiar tibetano juntos, en el monasterio de Sera, cerca de Lhasa, bajo la guía de un lama. Della Penna vivió en el Tíbet durante dieciséis años y comenzó un primer diccionario de tibetano en italiano, que en 1732 ya incluía 33.000 palabras. Tradujo varias obras tibetanas al italiano y, a la inversa, varias obras de doctrina cristiana al tibetano. Tras la partida de Desideri, los capuchinos se convirtieron en los únicos misioneros cristianos en el Tíbet durante los siguientes veinticinco años. Era conocido y respetado por su trabajo y ciencia en todo el Tíbet bajo el sobrenombre del «lama del pelo blanco». Sin embargo, a partir de 1720, los manchúes incitaron a los monjes tibetanos a desconfiar de los occidentales y los capuchinos encontraron una creciente oposición de los lamas y las misiones se cerraron una tras otra. Un incidente aceleró las cosas: Kelzang Gyatso, el VII dalái lama había concedido a los misioneros libertad de culto y de proselitismo; treinta tibetanos se convirtieron y se negaron a aceptar la bendición del dalái lama y a participar en las oraciones obligatorias. Después de un largo juicio, el 22 de mayo de 1742, cinco cristianos tibetanos fueron flagelados. Della Penna fue recibido en audiencia por el dalái lama, pero ya entonces estaba decidido el destino de la misión: tuvo que partir hacia Nepal, donde murió en 1745. (En 1996, Tenzin Gyatso, entonces decimocuarto dalai lama, fue recibido oficialmente por el alcalde de Pennabilli, el pueblo natal de Francesco della Penna.)
Entre 1725 y 1735, Samuel van der Putte (1690-1745), explorador neerlandés, viajó varias veces al Tíbet, donde permaneció algunos años en Lhasa, también pasó por Khokonor (Qinghai), Beijing, Indias orientales (Kerala, Cachemira , Pondicherry, Nueva Delhi, Malaca), Nepal, Persia, Asiria y Turquía.
En 1774, George Bogle (1747-1781), aventurero y diplomático escocés, conoció como emisario de la Compañía Británica de las Indias Orientales, en Shigatse, al sexto panchen lama, Palden Yeshe. Según Alexandra David-Néel, fue como enviado de Warren Hastings, gobernador de la India.
En 1783, un tal Turner fue enviado a su vez, según Alexandra David-Néel, por Warren Hastings al panchen lama

### SigloXIX

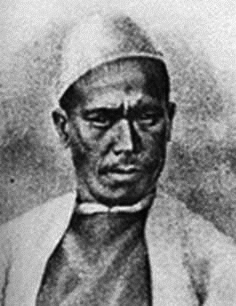
Nain Singh

Entre 1811 y 1812, el explorador inglés Thomas Manning visitó el Tíbet. Llegó a Lhasa en 1812 entre el séquito de un general chino y describió su encuentro con Lungtok Gyatso, el noveno dalái lama, que entonces tenía siete años.
El filólogo y orientalista húngaro Sándor Kőrösi Csoma (1784-1842), también conocido como Alexander Csoma de Köros, llegó al valle de Zanskar en Ladakh donde pasó 16 meses en 1826-1827 estudiando la lengua y la cultura budista tibetana, bajo la dirección de un lama llamado Sangs-rgyas-phun-tshogs. Esta estancia, financiada por la Compañía Británica de las Indias Orientales, le permitió reunir una colección de manuscritos tibetanos y escribir en inglés la primera gramática tibetana (Grammar of the Tibetan Language) y el primer diccionario sánscrito-tibetano-inglés (Sanskrit-Tibetan-English Vocabulary).
De 1844 a 1846, el padre Évariste Huc (1813-1860), religioso francés de la orden de los lazaristas, con su colega Joseph Gabet, misioneros en China, realizaron misiones de exploración a través de Mongolia (Tartarie) hasta el Tíbet, de las que informó en una historia muy exitosa, naturalmente partidista, pero sincera, honesta y bien informada, que contribuyó mucho a dar a conocer el verdadero Tíbet en Francia, Souvenir d'un voyage dans la Tartarie, le Thibet et la Chine pendant les années 1844, 1845 et 1846 [Recuerdo de un viaje a Tartaria, Tíbet y China durante los años 1844, 1845 y 1846]. Esta obra en dos volúmenes, en su segunda edición de 1853, fue puesta en línea por el BNF, así como por la Universidad de Quebec. Cuando visitó el monasterio de Kumbum, construido en honor de Tsongkhapa en 1560, Évariste Huc pudo observar el árbol de sándalo blanco que había crecido, según la tradición, de la sangre del nacimiento de Tsongkhapa, y cuyas hojas estaban marcadas con letras tibetanas; Alexandra David-Néel pudo ver este árbol cuando llegó a Kumbum, aunque ya estaba muerto y ya no tenía hojas.
Hacia 1860, la Sociedad de Misiones Extranjeras de París poseía propiedades en la provincia de Tsarong. El papa Gregorio XVI le había confiado en 1846 la tarea de evangelizar el Tíbet. Ya en 1855 se había establecido una misión en Bonga, en Szechuan, en la frontera con el Tíbet oriental. Perseguidos por los tibetanos, en 1867 enviaron cartas al coronel Ramsay, residente británico en Katmandú, solicitando la intervención nepalesa en su favor. Sir Jang Bahadur envió una carta en este sentido a Lhasa, que no tuvo efecto. En 1887, los tibetanos destruyeron varios de los asentamientos fronterizos de los misioneros.
En 1865, 1867 y 1873-1875, Nain Singh (1830-1882), un pudit empleado por la India británica, llevó a cabo un estudio secreto del Tíbet, determinó la ubicación y altitud de Lhasa y examinó una gran sección del río Brahmaputra. Caminó «1580 millas, o 3 160 000 pasos, cada uno contado». Eso le valió conseguir en 1877 la Medalla del Patrón de la Royal Geographic Society «por sus grandes viajes y estudios en el Tíbet y a lo largo del Alto Brahmaputra, su determinación de la posición de Lhasa y su conocimiento positivo del mapa de Asia».

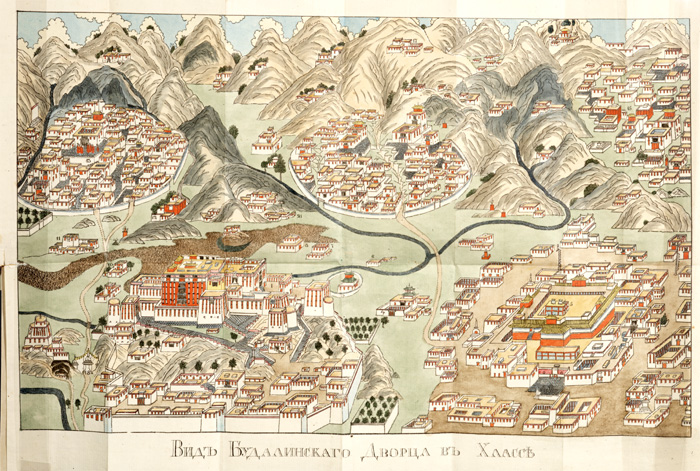
Plano de Lhassa en el, obra de Nikita Bichurin

En 1868, Thomas Thornville Cooper intentó llegar a Assam, desde China, a través del Tíbet oriental con la esperanza de abrir una nueva ruta comercial para los británicos. A pesar de la ayuda de los misioneros franceses, fue rechazado por los tibetanos en Bathang. En 1869 intentó la misma aventura saliendo de Assam.

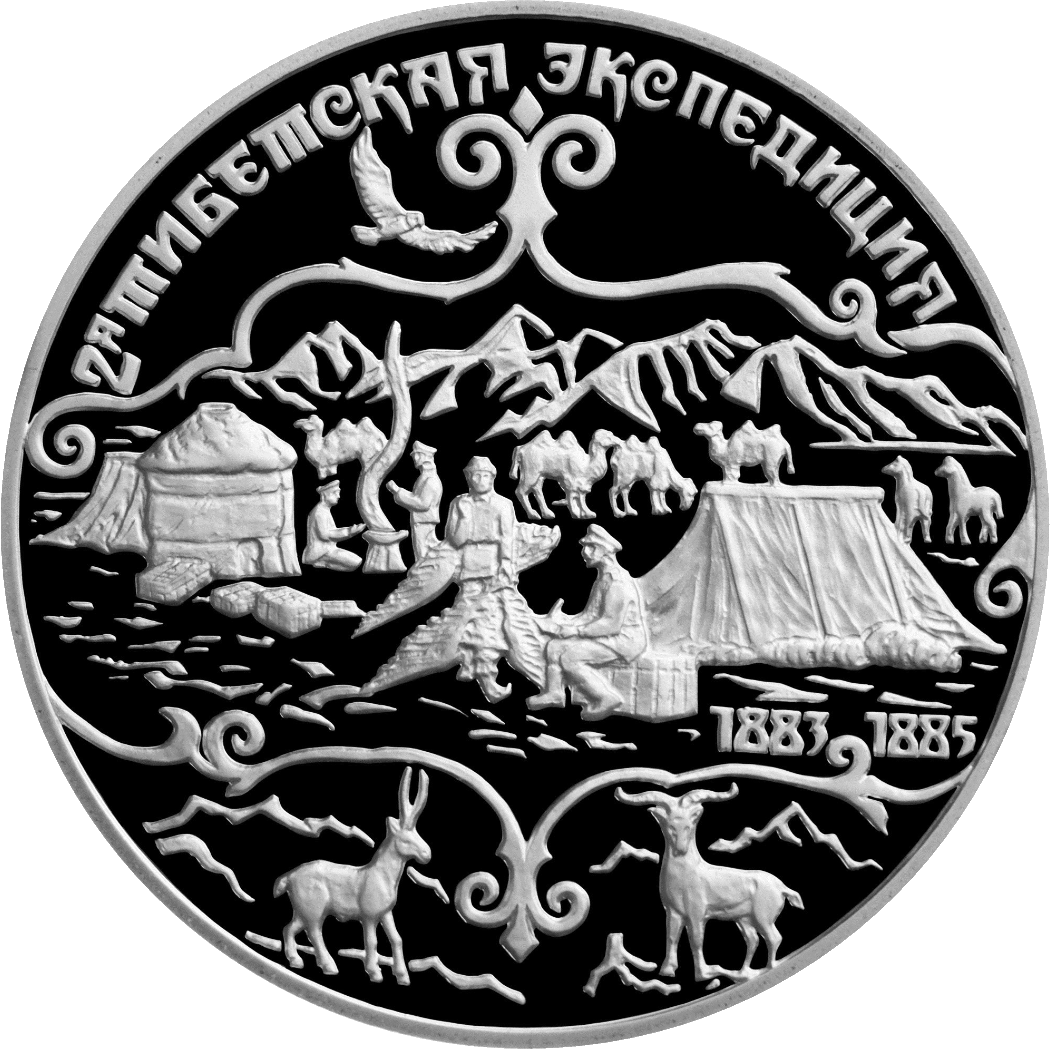
Moneda del Banco Ruso en honor a Nikolái Przewalski, quien en 1883 exploró las fuentes del río Amarillo en las montañas Kunlun

De 1870 a 1888, el coronel, geógrafo y explorador ruso Nikolái Przewalski, financiado por el Ministerio de la Guerra ruso y la Sociedad Geográfica de San Petersburgo, realizó varias expediciones por el Asia Central. En 1872 reconoció una pequeña parte del norte del Tíbet y en 1879-1880, intentó alcanzar Lhasa desde el norte, aunque fracasó y tuvo que retirarse a unos 260 km de la ciudad.
En 1876, Nina Mazuchelli publicó el relato de una expedición que había realizado al Himalaya con su marido y uno de sus amigos, ambos miembros de la administración colonial en la India.
En 1885-1887, Arthur Douglas Carey y Andrew Dalgleish viajaron al norte del Tíbet.
En 1889, Isabella Bird (1831-1904), exploradora y escritora, atravesó Ladakh en particular.
En 1890, con el fin de enlazar París y Tonkín, en la Indochina francesa, el explorador Gabriel Bonvalot atravesó la meseta tibetana en pleno invierno. Justo antes de llegar a Lhasa, los embajadores del gobierno tibetano los detuvieron. Después de largas negociaciones, su viaje pudo reanudarse. Luego deberán cruzar la meseta tibetana hasta su extremo oriental. Llegaron a Tatsienlou (actual condado de Kangding en la prefectura autónoma tibetana de Garzê) en junio y permanecieron allí durante un mes. Gabriel Bonvalot describe la ciudad así:

Tatsienlou tiene una población compuesta por tibetanos y chinos. La mayoría de los chinos son soldados o comerciantes, y se dedican principalmente al comercio de té, oro, ruibarbo y pieles. En sus tiendas también se pueden encontrar artículos europeos, alfombras y sábanas rusas, percales ingleses, relojes suizos y falsificaciones alemanas.
Tatsienlou a une population composée de Tibétains et de Chinois. La plupart des Chinois sont soldats ou bien marchands, occupés surtout au commerce du thé, de l'or, de la rhubarbe et des peaux. On trouve aussi dans leurs boutiques des marchandises européennes, des tapis et des draps russes, des calicots anglais, de l'horlogerie suisse, des contrefaçons allemandes.

En 1892-1893, Annie Royle Taylor (1855-1920), misionera en China, pasó 7 meses en el Tíbet. Intentó llegar a la India desde China vía Lhasa disfrazada de monja, pero tuvo que dar la vuelta a unos días de esta ciudad y regresó a la India vía Tachienlu. Posteriormente se radicó en elvalle de Chumbi.
En 1893, patrocinado por el gobierno francés, Jules Léon Dutreuil de Rhins (1846-1894), geógrafo francés, en compañía de Gabriel Bonvalot, del príncipe Enrique de Orleans y el padre Constant de Deken y de Grenard, se aproximaron desde Lhasa hasta las orillas del lago Namtso (Namtso tchimo o lago Tengri). Su exploración de Asia central y del Tíbet había comenzado en 1891. Dutreuil morirá durante una escaramuza con los Goloks en lo que hoy es la prefectura autónoma tibetana de Golog, en la provincia de Qinghai.
La estadounidense Fanny Bullock Workman (1859-1925), con su marido William Hunter Workman, después de numerosos viajes en bicicleta, comenzó a practicar el montañismo de forma casi profesional: dirigió ocho expediciones al Himalaya entre 1898 y 1912. Es coautora, con su marido, de Ice-bound heights of the Mustagh: an account of two seasons of pioneer exploration in the Baltistan Himálaya [Ice-bound Heights of the Mustagh: un relato de dos temporadas de exploración pionera en el Baltistán Himálaya].
En 1895, un botánico y misionero francés, Pierre Jean Marie Delavay, residía en una región cercana al Tíbet, Kunming, capital de la provincia de Yunnan, que estaba bajo influencia tibetana en la época del reino de Nanzhao, y donde describió muchas especies de plantas. En 1886, sus largas caminatas por la meseta tibetana lo llevaron a descubrir la amapola azul luminosa, ahora conocidas como Meconopsis betonicifolia, y tal vez descritas antes que él como Meconopsis napaulensis
Entre 1897 y 1899, el capitán inglés Henry Hugh Peter Deasy (1866-1947) exploró la meseta desértica de Chang Thang en Ü-Tsang, donde se encuentran los lagos salados más altos del mundo. Enfermo, Deasy tendrá que regresar.
Otros dos ingleses, Welby y Malcolm, intentarán también cruzar el Chang Thang, desde Ladakh a China. La expedición también fue un fracaso, algunos de sus miembros fueron encontrados por Sven Hedin.
El padre Jean-André Soulié (1858-1905) llegó a Tse-kou en 1891. Luego, en 1896, se instaló en Yaregong, donde enseguida fue muy apreciado por el cuidado de los enfermos. Botánico, recolectó más de 7.000 especies y se le debe, entre otras flores, una rosa tibetana (Budleia variabilis Hemls) de la que envió semillas a M.-L. de Vilmorin. Fue asesinado en 1905.
En 1889, Gabriel Bonvalot con el príncipe Enrique de Orleans y el padre Constant de Deken cruzaron la cordillera del Tíbet.
En 1893-1894, Jules-Léon Dutreuil de Rhins y Fernand Grenard exploraron las regiones más inaccesibles y menos conocidas del norte y oeste del Tíbet. 
El explorador sueco Sven Hedin realizó tres expediciones (1893-1897, 1905-1909 y 1927-35) que cartografiaron gran parte del Tíbet. Hedin tenía un doctorado en geografía y era un hábil caricaturista y escritor que, junto con otros participantes en esas expediciones, documentaron cuidadosamente lo que vieron en el Tíbet desde muchos aspectos diferentes durante las expediciones. Hedin y sus seguidores hicieron mapas sorprendentemente precisos y detallados de gran parte del Tíbet y compilaron una extensa documentación de sus observaciones. Los libros y conferencias de Hedin sobre sus expediciones lo convirtieron en una persona mundialmente famosa en los años previos a la Primera Guerra Mundial.
En 1898, una médica misionera canadiense, Susie Rijnhart, y su esposo y su bebé intentaron llegar a Lhasa desde el norte. La pareja llegó a cien millas de Lhasa antes de ser rechazada. El bebé murió y el marido desapareció, pero la doctora Rijnhart sobrevivió y salió sola del Tíbet.
La experiencia británica en el Tíbet (particularmente las instrucciones de Sarat Chandra Das) fue utilizada por el primer explorador japonés conocido del Tíbet, el monje zen Ekai Kawaguchi. En 1899, disfrazado de monje chino, comenzó su intento de alcanzar el Tíbet y tardó casi cuatro años en llegar a Lhasa tras escala en numerosos monasterios y una peregrinación al monte Kailash en el Tíbet occidental. Luego se estableció como monje chino y adquirió una excelente reputación como médico, lo que le llevó a tener una audiencia como terapeuta con el XIII dalái lama, Thubten Gyatso (1876 a 1933). Luego vivió algún tiempo en el monasterio de Séra.
Los exploradores rusos llegaron a Lhasa varios meses después: Gombojab Tsybikov en agosto de 1900 y Ovshe Norzunov en febrero de 1901, oficialmente como peregrinos mongoles. Tuvieron la ventaja de utilizar las publicaciones de Nain Singh, las experiencias de peregrinación a Lhasa de sus parientes nativos buriatos y kalmucos, y el apoyo del asociado del dalái lama nacido en Rusia, Agvan Dorzhiev. Tsybikov y Norzunov se convirtieron en los primeros fotógrafos de Lhasa conocidos por su nombre y en los primeros fotógrafos publicados de la ciudad. Para Norzunov, un noble kalmuco y devoto budista, fue su segunda visita a Lhasa, pero su viaje anterior, realizado en 1898-1899, no contó con el apoyo de Rusia ni tenía ninguna exploración en la agenda.
En ese mismo momento, el estudiante de Przewalski, Piotr Kozlov (1863-1935), se dirigió al Tíbet y exploró la parte de Kham controlada por los chinos, pero fue detenido en la frontera del territorio controlado por los tibetanos en octubre de 1900 y tuvo que retirarse.

### Primera mitad delsigloXX

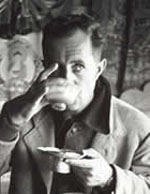
Tucci bebiendo té de mantequilla en el Tíbet

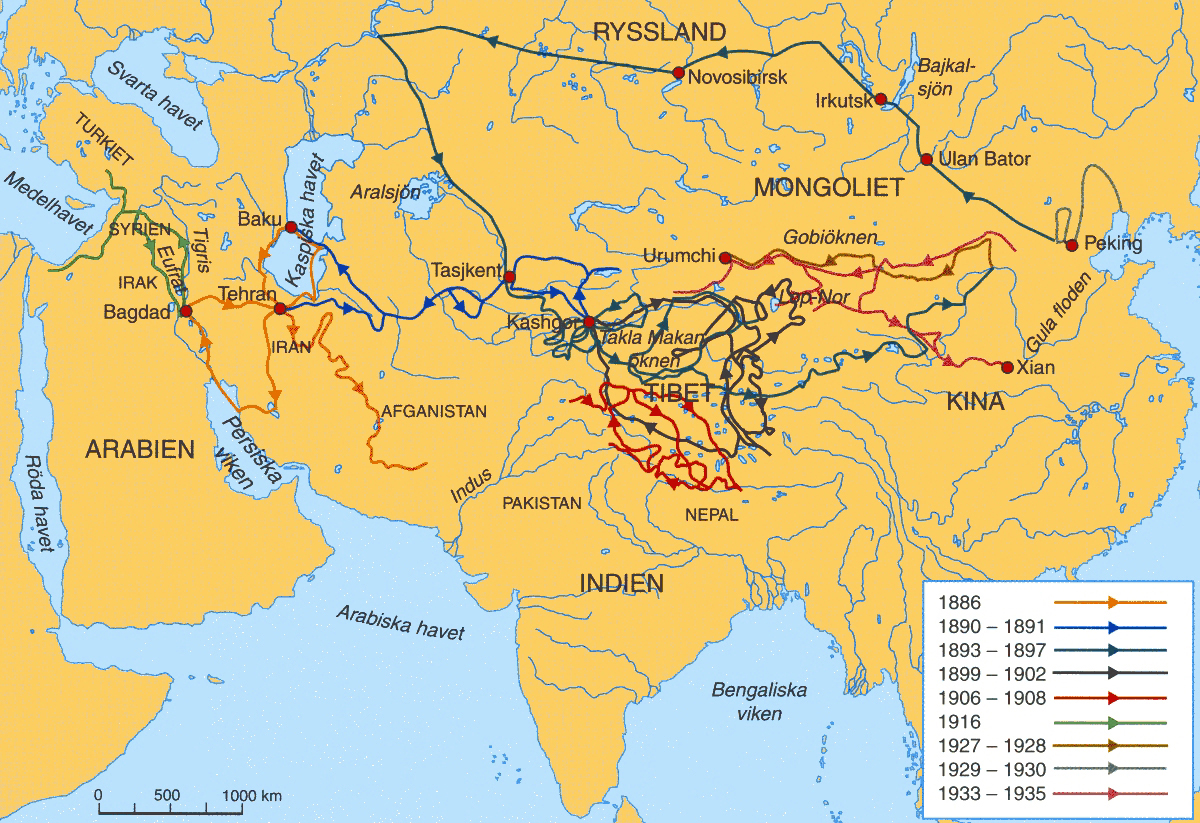
Mapa de los viajes de Sven Hedin

De 1899 a 1902, Sven Hedin (1865-1952), explorador y erudito sueco, visitó Asia Central y cartografió el Tíbet, pero no logró llegar a Lhasa. De 1905 a 1909, es decir durante su tercera expedición a Asia Central, pasó algún tiempo en el Tíbet, donde parece ser el primero en haber reconocido la red transhimalaya. Después de atravesar el Tíbet occidental, llegó a Simla, en la frontera con la India. Se le deben varias obras.

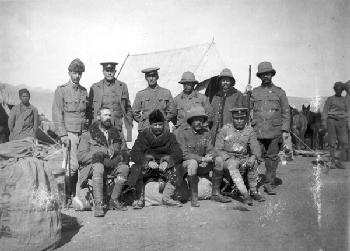
Francis Younghusband al frente de las fuerzas británicas en Lhasa en 1904

Francis Younghusband (1863-1942), militar británico con el rango de mayor, se desempeñó como embajador en el Tíbet de 1902 a 1904. En 1903-1904, bajo las órdenes del virrey Lord Curzon, junto con John Claude White, funcionario político británico de Sikkim (British political officer), dirigió una expedición militar al Tíbet tras las disputas fronterizas entre Sikkim y el Tíbet. China no intervino y esta misión se convirtió en una invasión de facto, el ejército británico ocupó Lhasa y se firmó el convenio entre Gran Bretaña y el Tíbet. En el camino, Younghusband masacró a 1300 tibetanos en Gyangzê. El ejército británico fue apoyado por el rey de Bután, Ugyen Wangchuck, quien a cambio fue nombrado caballero. Younghusband luego sirvió en Cachemira  y luego regresó a Inglaterra. Fue elegido presidente de la Real Sociedad Geográfica en 1919. Posteriormente animó activamente a quienes emprendieron la escalada del Himalaya, incluido George Mallory, que escaló por primera vez el Everest : siguieron exactamente el camino de la primera expedición británica al Tíbet. En 1938, Younghusband animó a Ernst Schäfer, que intentó liderar la primera expedición alemana al Tíbet en nombre de Himmler, a pesar de los obstáculos puestos por los ingleses.
En 1904, Edmund Candler llegó a Lhasa con la expedición británica de Francis Younghusband, que inspiró The Unveiling of Lhasa [La inauguración de Lhasa].
En julio de 1905, Tom George Longstaff, acompañado por dos guías italianos Alexis Brocherel y Henri Brocherel y seis porteadores, subió al Gurla Mandhata. Establecen su campamento base en Taklakot; e instalaron sucesivamente cinco campamentos de altitud, pero a unos 7000 m s. n. m. tuvieron que abandonar, pero al mismo tiempo establecieron un récord de altitud para la época.
En 1906, Jacques Bacot (1877-1965), geógrafo, lingüista, etnólogo, explorador y orientalista francés de principios del siglo XX, atravesó la provincia de Tsarong y visitó Menkong, como parte de una expedición que partía desde Tonkin. Siguió una ruta de peregrinación tradicional que le puso en contacto íntimo con la vida religiosa de los tibetanos. A su regreso a París en 1908, se dedicó al estudio del tibetano con Sylvain Lévi. Regresó al Himalaya dos veces, en 1913-1914, luego en 1930-1931. Viajó mucho, especialmente a las regiones fronterizas del Tíbet, y fue el primer científico europeo en estudiar la gramática tradicional tibetana. Fue uno de los primeros en descifrar los Rollos de Dunhuang en tibetano antiguo. En 1936 fue nombrado director de estudios tibetanos en la École Pratique des Hautes Études y dirigió la Société Asiatique de 1945 a 1954. Las pinturas y bronces que trajo de sus diversas expediciones, así como sus notas, se conservan hoy en París en el Museo Guimet.
En 1908, Robert Geerts, ingeniero consultor y químico de Peng, virrey de Kansu, fue enviado en misión especial al Tíbet. Al frente de la primera misión belga en la región, recorrió el “País Prohibido” «con todas las facilidades posibles». Informó de sus reuniones con los nómadas con observaciones que eran de verdadero interés, mucho antes que David-Néel, pero que permanecieron confinadas en un relativo anonimato.·
Alrededor de 1911, el capitán británico Bailey dibujó un mapa de parte del Tsarong. Publicó dos relatos de este viaje.
En 1911 y luego en 1914, el capitán inglés Frank Kingdon-Ward, naturalista que dejó relatos de sus viajes, visitó también la provincia de Tsarong; en 1924 visitó el país de Pemakoichén. Una nueva expedición en 1933 se relata en su obra Plant Hunter in Tibet.
En 1913, los exploradores británicos Frederick Bailey y Henry Morshead habían llevado a cabo una exploración no autorizada del Gran Cañón Yarlung Tsangpo y más tarde el Tíbet aceptó oficialmente la expedición británica de reconocimiento al monte Everest de 1921 y la expedición de reconocimiento de 1935, aunque ambos llevaron a cabo exploraciones mucho más allá de los términos de sus permisos.
En los años 1920-1930, Joseph Rock (1884-1962), un botánico estadounidense establecido cerca de Lijiang, en el pueblo de Nguluko, escribió numerosos artículos para  National Geographic donde describía sus expediciones en el reino de Muli (actual xian autónomo tibetano de Muli), Gongga Shan  en la antigua provincia de Kham (actual Prefectura Autónoma Tibetana de Garzê), las tres montañas sagradas de Shenrezig, Jambeyang y Chanadorje, actualmente conocidas bajo el nombre de Reserva Natural de Yading, así como el río Salween. Estos artículos le dieron cierta fama e inspiraron al novelista James Hilton (1900-1954) por su libro Lost Horizon, donde habla de una comunidad en el Himalaya conocida como Shangri-La.
De 1920 a 1921, el polaco Ferdynand Ossendowski, que tuvo que huir de los bolcheviques, intentó llegar a pie a la India inglesa, a través de los pasos de Mongolia, luego el desierto de Gobi, luego la meseta tibetana, luego el Himalaya y luego nuevamente Mongolia.

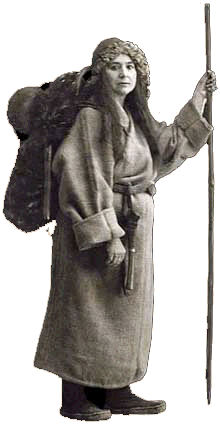
Alexandra David-Néel en un peregrino-mendigo tibetano que lleva su equipaje a la espalda». Fue con este disfraz que logró entrar en Lhasa en 1924.

El explorador y diplomático británico George Pereira (1865-1923) abandonó Jyekundo y se dirigió a Lhasa en 1921-1922, acompañado de un sirviente, un cocinero, un intérprete tibetano, un líder de una caravana y cuatro arrieros. Fue el primer europeo que dio una descripción precisa del Amnye Machen, una de las cimas del macizo conocido como Amnye Machen Shan (hoy en el distrito de Maqên, prefectura autónoma tibetana de Golog, Qinghai). Sus cuadernos fueron editados por Francis Younghusband y publicados póstumamente en 1925 con el título Peking to Lhasa; The Narrative of Journeys in the Chinese Empire Made by the Late Brigadier-General George Pereira [De Pekín a Lhasa; la narración de los viajes por el Imperio chino realizada por el difunto general de brigada George Pereira].
En 1924, Alexandra David-Néel (1868-1969), exploradora francesa, visitó varias regiones del Tíbet e incluso logró llegar a Lhasa de incógnito. A su regreso, a su llegada a Le Havre el 10 de mayo de 1925, pudo medir la extraordinaria fama que le había valido su audacia. Ocupó las portadas de los periódicos y su retrato apareció en revistas. La historia de su aventura será el tema de un libro, Voyage d'une Parisienne à Lhassa, publicado en París en 1927, pero que encontró la incredulidad de los críticos que tenían dificultades para aceptar las historias sobre prácticas como la levitación y el tumo  (aumento del calor corporal para resistir el frío).
A partir de los años 1930, la pintora Léa Lafugie realizó tres viajes al Tíbet.
Matthias Hermanns (1899-1972), misionero de la Sociedad del Verbo Divino y tibetólogo alemán, realizó  investigaciones etnológicas sobre el nomadismo en el Amdo (o Qinghai) en el momento del descubrimiento del futuro XIV dalái lama.
En las décadas de 1930 y 1940, Brooke Dolan II (m. 1945), hijo de un rico industrial de Filadelfia, Brooke Dolan I, se hizo conocido como aventurero y naturalista. Dirigió dos expediciones a China y al Tíbet oriental en nombre de la Academia de Ciencias de Filadelfia, primero en 1931 y luego en 1934-1935. La primera expedición participaron Ernst Schäfer, Gordon Bowles, Otto Gneiser y Hugo Weigold. En la segundo, el mismo Schäfer y la misionera estadounidense Marion Duncan. En octubre de 1942, viajó a Lhasa con Ilia Tolstoi (hijo de León Tolstoi) como miembro de la Oficina estadounidense de Servicios Estratégicos (Office of Strategic Services, OSS), antecesora de la CIA; luego se reunió con el joven dalái lama, Tenzin Gyatso y el gobierno tibetano. Se dice que Tolstoi y Dolan, por su propia iniciativa, hicieron creer al gobierno tibetano que Estados Unidos había reconocido la independencia del Tíbet.
En la década de 1930, Ernst Schäfer (1910-1992), cazador y zoólogo alemán especializado en ornitología, se hizo conocido por sus tres expediciones al Tíbet, la primera en 1931, la segunda en 1934-1935, y la tercera en 1938-1939. Las dos primeras se realizaron bajo la dirección del estadounidense Brooke Dolan II. Durante la segunda expedición, en julio de 1934, conoció al noveno Panchen Lama, Thubten Chökyi Nyima, entonces exiliado en Hangzhou, China. Alistado en las SS en 1933, dirigió personalmente la tercera expedición, de mayo de 1938 a agosto de 1939, bajo el patrocinio del instituto fundado por Himmler, el Ahnenerbe («Patrimonio de los Ancestros»). Los objetivos oficiales de la expedición eran estudiar las regiones tibetanas en los planos geográfico, geológico, zoológico, antropológico, botánico y cultural y contactar a las autoridades locales con miras a establecer una representación en el país.· Miembro de esta expedición también fue Bruno Beger, antropólogo racial, etnólogo y explorador. Schäfer dejó varias obras, entre ellas Berge, Buddhas und Bären  (literalmente “Montañas, Budas y Osos”), y sirvió como asesor en la realización de la película Geheimnis Tibet (El Tíbet secreto).
Louis Liotard realizó, en compañía de André Guibaut, dos misiones de exploración en Kham. Durante la primera exploración, en 1936-1937, fueron los primeros en remontar el río Salween, en las fronteras del oeste de Yunnan, hasta la frontera tibetana. Durante la segunda, misión secreta durante la Segunda Guerra Mundial en 1939-1940, partieron de Kangding, actual capital de la prefectura autónoma tibetana de Garzê y se dirigieron al norte, hacia el país de los Goloks. Liotard fue asesinado por Goloks en 1940. Según Thoupten Phuntshog, la identidad de los bandidos, chinos o tibetanos, nunca fue aclarada. André Guibaut se salvó gracias al abad de un monasterio del Tíbet oriental.
Abdul Wahid Radhu fue uno de los miembros de una caravana que partió de Leh, capital de Ladakh, llevando regalos a Tenzin Gyatso, dalái lama en Lhasa. Se entusiasmó con Lhasa y se instaló allí en 1942.

### Pseudoexploradores
- Theodore Illion (1898-1984), autor austriaco, publicó dos libros de viajes sobre el Tíbet en la década de 1930: Rätselhaftes Tibet (1936) y su traducción al inglés In Secret Tibet (1937);  Darkness over Tibet (1938), publicado directamente en inglés.[77] En este último relata su supuesto descubrimiento, durante una estancia en el Tíbet de 1934 a 1936, de una ciudad subterránea que albergaba a una comunidad de iniciados gobernados por un brujo y que practicaban magia negra y canibalismo. Los especialistas del Tíbet consideran que esta historia es imaginaria.[78][79]

- Slavomir Rawicz, polaco, que afirmó haber caminado en 1942 desde Siberia hasta el Tíbet. Escribió un relato publicado en 1956.[80] En los años 2000, los periodistas de la BBC, tras una investigación, comprobaron que Rawicz no había podido completar el viaje; los archivos polacos y rusos indicaban que había abandonado el gulag en 1942 gracias a una amnistía general de los soldados polacos y que se había unido al ejército polaco en Rusia.[81]

- Helena Blavatsky (1831-1891), una ucraniana, miembro fundador de la Sociedad Teosófica, que habría logrado, según sus declaraciones, entrar en el Tíbet a través de Cachemira a finales de 1855, para ser iniciada allí por sus maestros, los Mahātmā («gran alma», en sánscrito). Sin embargo, ningún documento atestigua su presencia en el Tíbet. Es más, no pudo permanecer allí durante siete años como afirmó, y su conocimiento del Tíbet es inconsistente con lo que se sabe sobre el budismo tibetano o el lamaísmo.

## Fin de las exploraciones en la segunda mitad  delsigloXX
Según Peter Bishop, con la intervención militar china en el Tíbet en 1951, la región volvió a cerrarse, excepto para ciertos viajeros a los que se permitió llegar allí en los años 1960, como los estadounidenses Stuart y Roma Gelder  y el novelista Han Suyin, lo que puso de relieve el atraso y la opresión del antiguo Tíbet al tiempo que elogiaba la modernización emprendida por China en el Tíbet.
A principios de los años 1980, el Tíbet se abrió a muchos otros observadores menos inclinados a las afirmaciones chinas de haber liberado a los tibetanos. Relatos como los de Han Suyin, que afirmaban que todo estaba bien en el Tíbet y que los tibetanos eran súbditos felices de China, parecían estar lejos de la verdad.

## Visitantes en Lhasa
Los pocos extranjeros que permanecieron en Lhasa en el siglo XX antes de 1951 publicaron libros que describen la vida social y cultural de ese período. Según la tibetóloga Heidi Fjeld, se beneficiaron de la hospitalidad de los nobles (por ejemplo, Charles Alfred Bell, Heinrich Harrer, Freddie Spencer Chapman) y se puede pensar que su comprensión de la cultura y la sociedad tibetanas estuvo influenciada por su estrecha interacción con la nobleza de Lhasa. Según Heidi Fjeld, la documentación escrita de este período prechino de la historia tibetana refleja principalmente las vidas de las élites seculares y eclesiásticas, proporcionando sólo una visión indirecta de las vidas de los plebeyos.
Heinrich Harrer y Peter Aufschnaiter, alpinistas austríacos, miembros de la expedición alemana al Nanga Parbat en el Himalaya en 1939, fueron internados en la India por los británicos al estallar la Segunda Guerra Mundial. Escapados del campo de prisioneros de Dehradun, lograron cruzar el Himalaya y llegar al Tíbet, entonces prohibido, en 1944. Después de atravesar los desiertos de la meseta central, lo que constituye una verdadera hazaña, llegaron a Lhasa en 1946. Allí se alojaron. Hasta 1951, trabajaron para el gobierno tibetano y frecuentando a la élite aristocrática del país. Harrer se hizo amigo de Tenzin Gyatso, el joven decimocuarto dalái lama y su familia. Salieron del Tíbet en 1951, justo antes de que el ejército chino lo invadiera. A su regreso a Europa, Harrer relató su odisea en Siete años de aventuras en el Tíbet, libro que fue un éxito mundial y dio a conocer el antiguo Tíbet.
En 1947, el alemán Ernst Lothar Hoffman, más conocido por su nombre religioso Anagarika Govinda, que abrazó la forma de budismo tibetano en 1931, visitó el Tíbet con su esposa, en particular el Reino de Gugé. En la década de 1960, comenzó a viajar por el mundo y a dar conferencias sobre budismo.
- Reginald Fox
- Hugh E. Richardson
- Robert W. Ford
- Dmitri P. Nedbailoff
- Vasili Zvansov
- Frank Bessac
- Marco Pallis
- Giuseppe Tucci